# Транспорт в Люксембурге

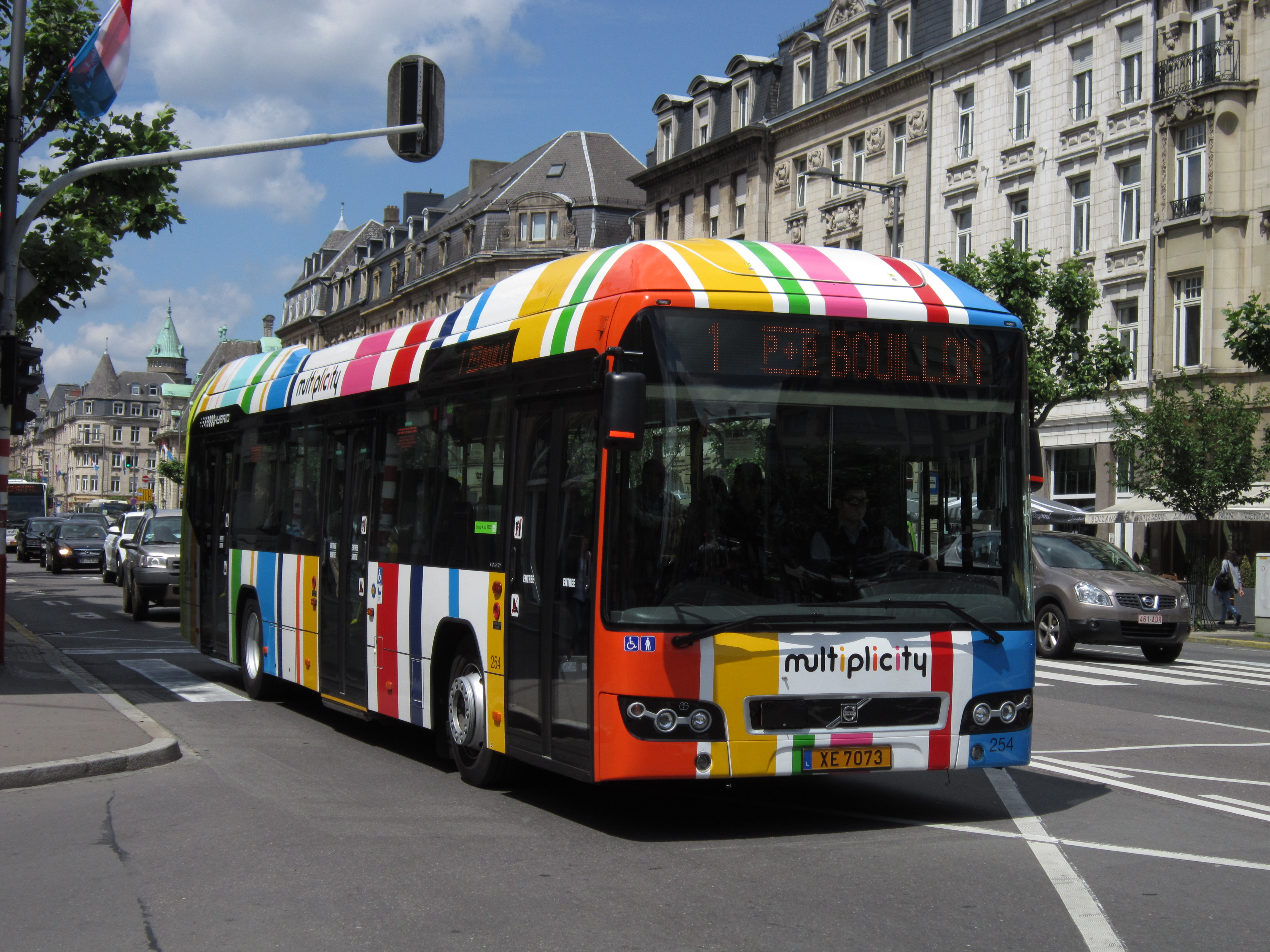
Гибридный автобус Вольво на улицах Люксембурга.

Несмотря на небольшие размеры, Люксембург имеет развитую систему общественного и частного транспорта. Это включает железнодорожную сеть, автобусную сеть, аэропорт, речной порт, систему автомобильных дорог и стоянок.
В качестве основного общественного транспорта внутри страны был выбран автобусный. Поэтому с помощью автобуса можно легко перемещаться как внутри города, так и между городами. Многие города также связаны железнодорожными линиями, проходящими через столицу. Развито трансграничное сообщение с ближайшими странами.
В стране отсутствуют системы метрополитена, однако с 2017 года в столице восстановлено трамвайное движение. Также в городе действует фуникулёр.
С 1 марта 2020 года в Люксембурге отменена плата за проезд в автобусах, трамваях и поездах для граждан и для туристов.

## Железные дороги

Примерная схема железных дорог (2018 год).

Протяженность железных дорог в герцогстве составляет 271 километр (на 2021 год). Железнодорожные линии соединяют столицу с рядом городов, наибольшая плотность сети — к юго-западу от Люксембурга. Сеть находится под управлением Национального общества люксембургских железных дорог, однако международные пассажирские перевозки осуществляют и операторы соседних государств (SNCF, DB, NMBS/SNCB).
В последние годы оператор развивает и расширяет инфраструктуру главного пассажирского вокзала в Люксембурге, поскольку станция является самой загруженной в стране.
Важным узлом для грузовых перевозок является южный город Беттамбург, имеющий выход к автомагистралям, крупную сортировочную станцию и мультимодальный терминал.

## Автомобильный транспорт

Схема автомагистралей Люксембурга (2019). Красным цветом выделены скоростные магистрали, синим цветом выделены обычные автомагистрали.

### Шоссе
По состоянию на 2022 год протяженность дорог составляет около 2,9 тысяч километров. 163-километровая сеть шоссе связывает столицу с Триром (Германия), Тионвилем (Франция) и Арлоном (Бельгия), а также с городами Эш-сюр-Альзетт и Эттельбрюк (Люксембург).
Столица княжества — крупный деловой центр, который предоставляет хорошие условия труда. Это приводит к маятниковой миграции жителей приграничных провинций соседних государств и образованию пробок на международных шоссе. По оценкам дорожного департамента, дорогами пользуются порядка 230 тысяч человек из трёх соседних государств, и к 2030 году транспортная ситуация должна улучшиться за счёт расширения дорог и улучшения железнодорожного сообщения.

### Автобусное сообщение
Автобусные линии обслуживают существенную часть страны. С 1 марта 2020 года проезд во всех городских, региональных и местных автобусах бесплатен как для местных жителей, так и для трансграничных работников и туристов. Данная мера призвана сократить использование личных автомобилей в пользу общественного транспорта. 
С 2022 года введена единая система нумерации линий в соответствии с направлением движения и режимом работы (автобус-экспресс, ночной автобус, местная автобусная линия). Для разгрузки столичных дорог на окраинах города Люксембург расположены перехватывающие парковки. Предполагается, что пользователи автомобилей будут передвигаться по городу на общественном транспорте. 

#### Люксембургский автобус
В городе Люксембург автобусная сеть выстроена звёздообразно. Это означает, что большинство автобусов имеют конечную на вокзале, обязательно проезжают через центральную автобусную станцию Hamilius (находится в историческом центре города, рядом с главным почтамтом, где происходит пересадка людей, едущих из одного конца города в другой.

## Водный транспорт
Единственной судоходной рекой является Мозель — естественная граница между Люксембургом и Германией протяженностью 42 километров (на территории княжества). В коммуне Мертерт расположен одноимённый речной порт, являющийся важной составляющей участия Люксембурга в международной торговле (импорт нефтепродуктов, экспорт стали). В тёплое время года действуют туристические маршруты.
Несмотря на отсутствие выхода к морю, Люксембург является юрисдикцией «удобного флага» за счёт создания с 1990-х годов гибких и конкурентоспособных условий деятельности. Морской регистр Комиссии по морским делам насчитывает свыше 200 судов.

## Воздушный транспорт
Единственный аэропорт — международный аэропорт Люксембург (также известный как Люксембург-Финдел) и два аэродрома: Ноэртранж (Винзелер) и Усельданж.
Действуют национальные авиаперевозчики: Luxair, чартерная компания Global Jet Luxembourg, Cargolux (специализируется только на грузовых перевозках по всему миру). Кроме этого, компания Luxavitation оказывает услуги деловых авиаперевозок и авиатакси. Санитарная авиация представлена флотом и парком частной компании Luxembourg Air Rescue.